# Initiative du siècle
L'Initiative du siècle (anglais: Century Initiative) est un influent groupe de pression canadien. 
Il milite en faveur d'une hausse radicale de l'immigration de manière à augmenter la population du Canada à 100 millions d'habitants d'ici 2100. Ce lobby est financé par les puissants milieux d'affaires de Toronto. Il dispose d'alliés au sein du Parti libéral du Canada, y compris parmi des proches du premier ministre Justin Trudeau. 
Le projet a été lancé par Dominic Barton, directeur général de McKinsey, et Mark Wiseman, un haut cadre de BlackRock. Les deux hommes se rendent chaque année au Forum économique mondial (WEF) de Davos. 

## Membres
En 2023, les huit dirigeants officiels de l'Initiative du siècle sont les suivants : 
| Nom               | Fonction                               | Qui est-ce ? |
| ----------------- | -------------------------------------- | --- |
| Lisa Lalande      | Présidente du conseil d'administration | Ancienne directrice du centre Mowat NFP de l'Université de Toronto |
| Willa Black       | Membre du conseil d'administration     | Directrice du lobbying pour Cisco Canada Classée en 2025 parmi les 30 femmes les plus puissantes du Canada. |
| Mark D. Wiseman   | Membre du conseil d'administration     | Cofondateur de la Century Initiative Un des plus hauts cadres de BlackRock Membre du Forum économique mondial Marié avec Marcia Moffat, directrice de BlackRock Canada.                                         |
| Goldy Hyder       | Membre du conseil d'administration     | Dirige le Conseil canadien des affaires depuis 2018. Ce syndicat regroupe les 30 plus puissantes entreprises du Canada. Il a été stratège du Parti conservateur du Canada et c'est un proche de Stephen Harper. |
| Marie-Lucie Morin | Membre du conseil d'administration     | Ancienne diplomate Membre du conseil d'administration de Sun Life Membre du conseil d'administration de Chorus Aviation Membre du conseil d'administration de AGT Food                                          |
| Murad Al-Katib    | Membre du conseil d'administration     | PDG du fabricant AGT Food |
| Ratna Omidvar     | Membre du conseil d'administration     | Originaire d'Inde. Elle habite en Iran jusqu'à la révolution islamique Sénatrice de l'Ontario depuis 2016 |
| Thomas V. Milroy  | Membre du conseil d'administration     | Financier international PDG de BMO Capital Market Investisseur dans l'immobilier via le fond TOSA Investments                                                                                                   |

## Critiques
Ce groupe de pression doit une partie de sa notoriété au fait qu'il est fortement critiqué par des nationalistes québécois au motif qu'une telle hausse importante de l'immigration risquerait fort probablement de faire disparaître le poids démographique du Québec au Canada ainsi que la prédominance de la langue française au Québec ou bien que de telles mesures ne contribueraient ni à l'accessibilité à un logement ou à une propriété abordable, ni aux objectifs économiques généraux des non-riches,,,,.